# Joseph Ladapo
Pour les articles homonymes, voir Ladapo.
 (janvier 2024).
Joseph Ladapo, né le 16 décembre 1978 au Nigeria, est un homme politique américain. 
Il est arrivé aux États-Unis du Nigeria avec un doctorat en médecine et un doctorat en politique de santé de l'université Harvard. Il a enseigné la médecine à l'Université de New York et a ensuite occupé le poste de titulaire à l'université de Californie à Los Angeles avant d'être nommé à son poste actuel[évasif] d'administrateur de la santé publique de Floride par le gouverneur Ron DeSantis.
Ladapo est en désaccord avec les programmes et services d'affirmation de genre destinés aux mineurs transgenres et non binaires. Il s'est opposé aux mandats de vaccination et de masques pendant la pandémie de COVID-19, a remis en question la sécurité des vaccins et a contredit les organisations médicales professionnelles. Ses détracteurs ont qualifié nombre de ses déclarations de fausses et l'ont accusé d'avoir approuvé des traitements sans preuve.

## Biographie

### Jeunesse et éducation
Ladipo est originaire du Nigeria et est le fils d'un microbiologiste. Il a immigré aux États-Unis avec sa famille à l'âge de cinq ans. Il a déclaré avoir été traumatisé par les abus sexuels d'une baby-sitter dans ses mémoires. En 2000, il a obtenu un baccalauréat ès arts en chimie de l'Université de Wake Forest et était un athlète de piste à l'université. Il a obtenu son doctorat en médecine de la Harvard Medical School et son doctorat en politique de santé de la Harvard Graduate School of Arts and Sciences en 2008. Il a commencé sa carrière à la Harvard Kennedy School avec un programme de maîtrise en politique publique pour la politique de santé de 2003 à 2004. Ladapo a étudié la médecine interne au Beth Israel Deaconess Medical Center, un hôpital universitaire de la Harvard Medical School.

### Carrière
Après Harvard, Ladapo travaille à la NYU School of Medicine, à l'hôpital Bellevue et à l'hôpital Tisch de New York[Quand ?][source secondaire souhaitée]. Il a été titulaire à la faculté de médecine David Geffen de l'UCLA, où il était chercheur, voyant des patients environ un jour par semaine.

#### Pandémie de COVID-19 et chirurgien général de Floride
Malgré son manque de spécialisation dans les maladies infectieuses, Ladapo a commencé à écrire des articles d'opinion pour le Wall Street Journal sur la pandémie émergente de COVID-19 vers le début de 2020 et a pris de l'importance en tant que sceptique quant au consensus dominant sur la prévention et le traitement des maladies infectieuses. Il a défendu des traitements inexpérimentés, tels que l'hydroxychloroquine et l'ivermectine, a remis en question la sécurité des vaccins et s'est opposé aux règles de confinement et de port du masque, en raison de son expérience dans le traitement des patients atteints du COVID-19 à l'Université de Californie à Los Angeles. Cependant, la liste du personnel de l'UCLA ne lui attribuait pas le traitement des patients atteints du COVID-19, et plusieurs de ses collègues ont déclaré qu'il n'avait jamais traité aucun patient atteint du COVID-19. Plus tard cette année-là, Ladapo a signé la Déclaration de Great Barrington, qui défend l'idée d'une « immunité collective » contre le COVID-19 en utilisant la notion marginale de « protection ciblée », qui permettrait aux personnes les moins vulnérables d'être infectées.
Le gouverneur de Floride, Ron DeSantis, a été intéressé par les articles d'opinion de Ladapo. Il est nommé chirurgien général de l'État le 21 septembre 2021, en attendant la confirmation du Sénat de Floride. Il a également été nommé professeur agrégé à l'Université de Floride Health dans le cadre d'un processus d'embauche accéléré après que le président du conseil d'administration, un conseiller de DeSantis, ait présenté son curriculum vitae au président de l'UF Health. Des membres du corps professoral ont depuis affirmé que les administrateurs de l'université avaient supprimé les informations concernant les opinions de Ladapo sur le COVID-19 avant le vote sur son mandat.
Lors de sa nomination, Ladapo a déclaré qu'il éloignerait la santé publique de Floride d'une focalisation excessive et « insensée » sur la peur de l'obligation de vaccins et se concentrerait plutôt sur les choix médicaux et l'accent sur la santé globale et les nombreuses interventions nécessaires pour y parvenir. Comme première mesure exécutive, il a abrogé les règles de quarantaine pour les écoliers exposés au COVID-19. Le mois d'après, Ladapo a refusé de porter un masque lors de sa rencontre avec la sénatrice d'État Tina Polsky, qui devait subir une radiothérapie. Il a défendu ses actions en affirmant que le masque entravait une communication efficace. Ladapo a été approuvé par le Sénat le 23 février 2022 ; lors de la vérification des antécédents, son ancien superviseur de l'UCLA a refusé une recommandation favorable et a déclaré que l'approche « non interventionniste » de Ladapo dans la lutte contre le COVID-19 avait affligé ses collègues et violé le serment d'Hippocrate.
La Floride est devenue le premier État à contredire les directives pertinentes du CDC et de l'American Academy of Pediatrics lorsque Ladapo a suggéré que les enfants en bonne santé de l'État ne soient pas vaccinés contre le COVID-19 en mars 2022. Les experts mentionnés par Ladapo n'étaient pas d'accord avec sa position et l'ont accusé de sélectionner leurs travaux avec précision. Ladapo a suggéré que les hommes âgés de 18 à 39 ans ne soient pas vaccinés en octobre 2022 en citant une analyse anonyme non évaluée par des pairs qui a révélé des cas élevés de décès d'origine cardiaque chez les hommes ayant pris des vaccins ARNm contre la COVID-19. David Gorski a déclaré que c'était la première fois dans l'histoire américaine qu'un « gouvernement d'État utilisait la mauvaise science comme arme pour diffuser la désinformation anti-vaccin en tant que politique officielle », tandis que les professionnels de la santé ont rejeté son analyse comme étant méthodologiquement erronée et non scientifique. Après une enquête menée en janvier 2023 par le conseil de faculté du Collège de médecine de l'Université de Floride, il a été conclu que la recommandation de Ladapo était basée sur « une pratique de recherche imprudente et controversée », et aurait pu violer les politiques de l'Université de Floride en matière d'intégrité de la recherche. Dans un article de Politico d'avril 2023, un plaignant anonyme a accusé Ladapo d'avoir modifié une étude sur les vaccins COVID menée par l'État en remplaçant le langage suggérant que les hommes de 18 à 39 ans ne soient pas vaccinés par le langage suggérant que les vaccins ne présentaient aucun risque significatif pour les jeunes hommes. Lorsque le plaignant n'a pas répondu aux demandes d'informations supplémentaires, le procureur général de Floride a finalement clôturé l'enquête.
Ladapo a également mis l'accent sur son opposition aux soins de santé transgenres tout au long de l'année 2022, accusant des organisations professionnelles telles que l'American Academy of Pediatrics et l'Endocrine Society d'être politiquement motivées pour soutenir de telles causes. Il s'oppose aux thérapies hormonales, aux médicaments connexes pour les enfants et adolescents transgenres et non binaires, ainsi qu'aux outils de transition sociale comme les changements de pronoms et de noms.
Le CDC et la FDA ont publiquement réprimandé Ladapo le 10 mars 2023 pour avoir diffusé des informations erronées sur les vaccins en réponse à une lettre qu'il a écrite aux agences qui avaient mal interprété les données du système de rapport des événements adverses liés aux vaccins (VAERS).